# Mothobi Mvala
Mothobi Mvala (ur. 14 czerwca 1994 w Theunissen) – południowoafrykański piłkarz grający na pozycji obrońcy w klubie Mamelodi Sundowns FC oraz reprezentacji Południowej Afryki. Brązowy medalista Pucharu Narodów Afryki 2023.

## Kariera
Seniorską karierę rozpoczynał w Highlands Park FC. W klubie spędził ponad 6 lat. W 2020 dołączył do Mamelodi Sundowns FC. Z drużyną trzykrotnie wygrał Premier Soccer League (w roku 2021, 2022 i 2023).
W reprezentacji Południowej Afryki zadebiutował 4 lipca 2017 w meczu z Botswaną. Pierwszą bramkę w kadrze zdobył 9 października 2021 w meczu z Etiopią. Został powołany na Puchar Narodów Afryki 2023, gdzie zajął z drużyną 3. miejsce.